# Pedro López-Torres
Pedro Javier López-Torres Tubbs es un educador y político peruano. Es Bachiller en Ciencias Políticas de la California State University en los Estados Unidos. Laboró en este país en el área privada como administrador de negocios y promotor de actividades culturales para la Mexican American Cultural Foundation. Fue docente de ciencias sociales, filosofía, teoría del conocimiento y otros en el Newton College desde 2005 hasta 2010. Es muy conocido por todo Lima e incluso ha mostrado muchos videos desde su tiempo como regidor.

## Revocatoria de 2013
En 2013, se activó el proceso de consulta popular de revocatoria con el fin de revocar a la alcaldesa de Lima, Susana Villarán, pero serían también revocados los regidores del Concejo Metropolitano. Después del resultado que dio como ganador a la opción del NO, Pedro López-Torres fue voceado como posible Teniente Alcalde, ocupando el cargo del revocado Eduardo Zegarra.
Finalmente, el cargo recayó en Hernán Núñez, siendo revocado el regidor López-Torres, con resultados al 100% de las actas computadas. 